# Поливода
Поливода је хипотетички полимерни облик воде који је био предмет бројних противуречности крајем '60-их година прошлог века. Касније се показало да је у питању била илузија и данас се углавном помиње у склопу патолошке науке.

## Историја
Шездесетих година прошлог века руски истраживач Н. Федјакин испитивао је особине воде коју је претходно пропуштао кроз кварцне капиларе и пронашао да она има потпуно различите особине од обичне воде, рецимо знатно вишу тачку кључања и знатно нижу тачку мржњења.
Борис Дерјагин, директор лабораторије за физику површина у Москви поновио је и унапредио Федјакинове експерименте и утврдио да је тачка мржњења мистериозне воде испод −40 °C, тачка кључања изнад 150 °C и густина приближно 1,1 до 1,2 g/cm³. Ови резултати објављени у совјетским часописима нису били познати осталим истраживачима док Дерјагин није своје резултате приказао у Енглеској 1966. Тек су тада иста истраживања започета у западним земљама.
Због огромног потенцијалног значаја Дерјагинових резултата дошло је до праве истраживачке грознице у којој су неки истраживачи могли да понове Дерјагинеове резултате, а неки не. Било је разних спекулација укључујући и бојазан да би обична вода у контакту са поливодом, како је у међувремену овај облик воде добио име, могла да се полимеризује и промени своје физичке особине што би означило крај живом свету на планети Земљи.
Било је јасно да шароликост у резултатима потиче од недовољне контроле потенцијалних примеса. Проблем је био у томе што су особине поливоде одређиване индиректно, па је обична вода са најмањим присуством примеса могла да се понаша као поливода. И заиста, амерички истраживач Денис Русо је, скоро шале ради, исте експерименте поновио са знојем са својих дланова и нашао да је спектроскопски потпис зноја идентичан ономе који је приписиван поливоди. Другим речима, испоставило се да поливода није ништа друго до обична вода са малом количином биолошких нечистоћа.
Уследила је серија других озбиљних експеримената из које је јасно уследило да пажљиво пречишћена вода у истим поступцима којима је добијена поливода задржава све своје особине као и да није било третмана. Другим речима, показало се да је поливода само производ бујне маште и слабо контролисаних експеримената.
Денис Русо је касније 'откриће' поливоде користио као класичан пример патолошке науке.